# Грегори, Дэвид
Дэ́вид Гре́гори (англ. David Gregory, 1659—1708) — шотландский математик и астроном, племянник Джеймса Грегори. Работы посвящены геометрии, оптике и механике. Внёс вклад в зарождение и развитие математического анализа, в частности, в теорию рядов.
Член Лондонского королевского общества (1681).

## Биография
Родился в Абердине в семье Дэвида Грегори-старшего и Джин Уокер. Дэвид был четвёртым из 15 их детей. Около 1675 года он окончил Абердинский Маршалл-колледж и под влиянием дяди Джеймса всерьёз заинтересовался математикой. В 1675 году умер дядя Джеймс, оставив весь свой архив племяннику, и Дэвид прилежно занялся их изучением. В 1689—1681 годах он совершил путешествие по Европе, преимущественно в Нидерланды и Францию; кроме трудов дяди, он познакомился с работами Ферма и Декарта, а заодно с руководствами по астрономии и физике.
С 1684 года Грегори получил приглашение занять кафедру, где ранее преподавал дядя Джеймс, и стал в 24 года профессором Эдинбургского университета. Он читал там лекции по оптике, геометрии, механике и гидростатике. В 1684 году Грегори опубликовал статью «Геометрическое исследование размеров фигур» («Exercitatio geometria de sizesione curvarum»), развивающую работы его дяди по бесконечным рядам, и послал копию Ньютону. В этой работе содержится, в частности, развитие метода квадратур с помощью бесконечных рядов.
В 1687 году вышло в свет первое издание «Начал» Ньютона. Грегори, получивший от Ньютона экземпляр «Начал», стал первым преподавателем, который перестроил свой курс в духе идей новой, ньютоновской физики (даже Кембриджский университет, где математику преподавал Ньютон, ещё долго продолжал излагать античную натурфилософию).
После «Славной революции» 1688 года обстановка в Шотландии осложнилась. Многие друзья Грегори были сторонниками свергнутого английского короля Якова II, который по совместительству был шотландским королём Яковом VII. К 1690 году все университетские преподаватели Эдинбурга были обязаны принести присягу на верность новой власти; Грегори отказался. Кроме того, государственной церковью Шотландии в 1690 году была объявлена пресвитерианская, в то время как Грегори принадлежал к Шотландской епископальной церкви. Наконец, ньютоновская физика получила в Англии широкую и почти всеобщую поддержку; в результате Грегори принял решение переселиться в Англию.
С 1691 года Грегори, по рекомендации Ньютона, который охарактеризовал Грегори как «величайшего математика Шотландии», стал савильским профессором астрономии в Оксфордском университете (Баллиол-колледж), где в следующем году защитил диссертацию. Лето, впрочем, он неизменно проводил в родной Шотландии. В Оксфорде он заслужил репутацию прекрасного преподавателя.
В годы работы в Оксфорде Грегори много путешествовал. В Нидерландах он посетил Иоганна Худде и Христиана Гюйгенса (май-июнь 1693 года). В 1694 году Грегори встретился со своим кумиром Ньютоном и провёл у него несколько дней, обсуждая возможные доработки для второго издания «Начал». Ньютон также представил Грегори двум крупнейшим астрономам Англии — Флемстиду и Галлею.
В 1695 году Дэвид Грегори опубликовал статью «Catoptricae et dioptricae sphericae elementa». В ней он, опираясь на аналогию с человеческим глазом, где двояковыпуклый хрусталик соприкасается с вогнуто-выпуклым стекловидным телом (так что получаются две линзы с различными показателями преломления), предложил на этом принципе построить ахроматические оптические приборы. Впоследствии эта идея была независимо развита Эйлером (1747) и практически осуществлена Джоном Доллондом в 1758 году путём сочетания двояковыпуклой линзы из кронгласса с выпуклой линзой из флинтгласса.

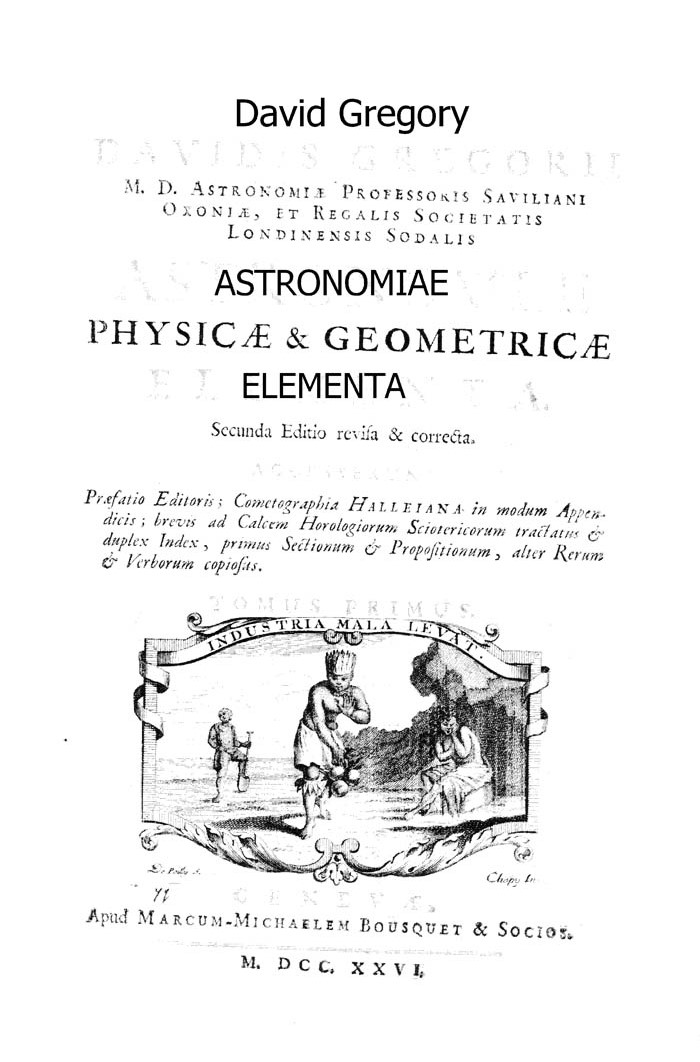
Astronomiae physicae et geometricae elementa, 1726

В эти годы начался ожесточённый спор Ньютона и Лейбница о приоритете в открытии дифференциального и интегрального исчисления; Дэвид Грегори в этом споре неизменно поддерживал приоритет Ньютона, напоминая (как и друг Грегори, Валлис), что Лейбниц узнал о новом исчислении из письма Джона Коллинза.
В 1695 году Грегори женился на Элизабет Олифант (Elizabeth Oliphant). У них было девять детей, но выжили только двое сыновей.
В 1699 году Грегори, при поддержке Ньютона, был назначен учителем математики юного герцога Глостерского, сына будущей королевы Анны, однако год спустя мальчик умер. В 1702 году Грегори опубликовал книгу «Элементы физической н геометрической астрономии» («Astronomiae Physicae et Geometry elementa») — первое руководство по вопросам теории тяготения и популярное изложение ньютоновской версии анализа. Первоначально опубликованная на латыни с предисловием Ньютона, книга была переиздана в английском переводе в 1715 году. В 1703 году, в соответствии с положением савильского профессора, издал в подлиннике (греко-латинском) все дошедшие до нашего времени сочинения Евклида; до XIX века, когда появилась реконструкция Йохана Гейберга, сборник Грегори считался лучшим изданием Евклида.
В 1704 году Грегори переехал из Оксфорда в Лондон. В этом же году вышла в свет «Оптика» Ньютона; в предисловии Ньютон сообщает, что он намеренно задерживал печатание книги, чтобы не вступать в споры, и не публиковал бы её и дольше, если бы не настояние друзей. Ньютон имел в виду преимущественно споры с Гуком, который умер в 1703 году и тем самым открыл дорогу для печатания этого важного труда. Из записок Дэвида Грегори, обнаруженных в 1937 году, видно, что среди друзей, уговоривших Ньютона опубликовать «Оптику», видное место занимал и Грегори.
В 1707 году, снова при поддержке Ньютона, был назначен на должность управителя шотландского монетного двора. Грегори провел несколько месяцев в Эдинбурге, работая над приведением шотландской валюты в соответствие с английской.
Скончался в 1708 году, похоронен на кладбище в Мейденхеде.

## Избранные труды
- 1684: Exercitatio geometrica de dimensione figurarum, via Google Книги.
- 1695: Catoptricæ et dioptricæ sphæricæ elementa — digital facsimile from the Linda Hall Library. В этом труде Грегори указал на возможность создания ахроматических оптических инструментов.
- 1697: Gregorii, Davidis (August 1697), Catenaria, Philosophical Transactions, 19 (231): 637–652, doi:10.1098/rstl.1695.0114 Исследование цепной линии.
- 1702: Astronomiae physicae et geometriae elementa, пояснения к «Началам» Ньютона.
  - Gregory, David. Astronomiae physicae et geometricae elementa :  [лат.]. — Genève : Marc Michel Bousquet & C., 1726.
- 1703: (as editor) Euclides quae supersunt omnia (сборник трудов Евклида).
- 1745, посмертно, под редакцией: Колина Маклорена: Treatise of Practical Geometry via Архив Интернета.